# UEFA Euro 2000 (jogo eletrônico)
UEFA Euro 2000 é um jogo eletrônico de futebol lançado em abril de 2000, baseado na edição de 2000 do Campeonato Europeu de Futebol, produzido pela EA Sports e publicado pela Electronic Arts. Foi lançado para PlayStation e Windows.

## Modos de Jogo
- Friendly
- Euro 2000
- Challenge
- Golden Goal
- Skill Drill